# Michael Shine
Michael Lyle „Mike” Shine (ur. 19 września 1953 w Warren) – amerykański lekkoatleta (płotkarz), wicemistrz olimpijski z 1976.
Specjalizował się w biegu na 400 metrów przez płotki. Na igrzyskach olimpijskich w 1976 w Montrealu zdobył w tej konkurencji srebrny medal za swym rodakiem Edwinem Mosesem, a przez Jewgienijem Gawrilenko ze Związku Radzieckiego.
Rekordy życiowe Shine’a:
| Konkurencja                     | Data i miejsce               | Wynik |
| ------------------------------- | ---------------------------- | ----- |
| bieg na 110 metrów przez płotki | 18 kwietnia 1980, Piscataway | 13,80 |
| bieg na 400 metrów przez płotki | 25 lipca 1976, Montreal      | 48,69 |